# Nagy zsinagóga (Plzeň)
A Nagy zsinagóga (csehül: Velká Synagoga) a csehországi Plzeňben található és a budapesti Dohány utcai zsinagóga után ez Európa második legnagyobb zsinagógája.

## Története
Max Fleischer bécsi építész gránit támpillérekkel és 65 méter magas ikertornyokkal készítette el a neogótikus stílusú zsinagóga eredeti terveit. Az alapkövet 1888. december 2-án rakták le, azonban a városi tanács végül elutasította ezt a tervet, mert úgy vélték, hogy az épület konkurálna a közeli Szent Bertalan-székesegyházzal.
1890-ben Emmanuel Klotz építész új tervet készített, megtartva az eredeti alaprajzot, de a tornyok magasságát 20 méterrel csökkentette. Létrehozta a zsinagóga jellegzetes megjelenését, amely ötvözi a keleties díszítéssel borított romantikus és neoreneszánsz stílusokat, valamint elhelyezett rajta egy hatalmas Dávid-csillagot is. A tervet gyorsan jóváhagyták. Rudolf Štech építőmester 1893-ban fejezte be az építkezést, amely mintegy 162 138 guldenbe került. Ebben az időben a plzeňi zsidó közösség mintegy 2000 főt számlált.
A stílusok keveréke valóban zavarba ejtő; az orosz ortodox templomokra jellemző hagymakupolától az arab stílusú mennyezetig, egészen az indiai kinézetű frigyszekrényig. A zsinagógát megszakítás nélkül használták a második világháború alatt bekövetkező német megszállásig, azonban a zsidó közösség, amely a háború után visszakapta a zsinagógát, a holokauszt alatt megtizedelődött. A zsinagógát a háború idején raktárként használták, így megmenekült a pusztulástól. Az utolsó istentiszteletet 1973-ban tartották, majd a zsinagógát bezárták, és a kommunista uralom alatt sorsára hagyták.
1995 és 1998 között felújították a zsinagógát és 1998. február 11-én nyitották meg újra. A központi csarnokot gyakran használják koncertek megtartására, illetve időnként fotókiállításoknak is otthont ad. Fellépett itt többek között Joseph Malowany, Peter Dvorský és Karel Gott. A zsinagógát ma már ismét használják istentiszteletre, de csak a korábbi úgynevezett téli imateremben. A városban lakó zsidók jelenlegi száma alig haladja meg a 70 főt.

## Galéria

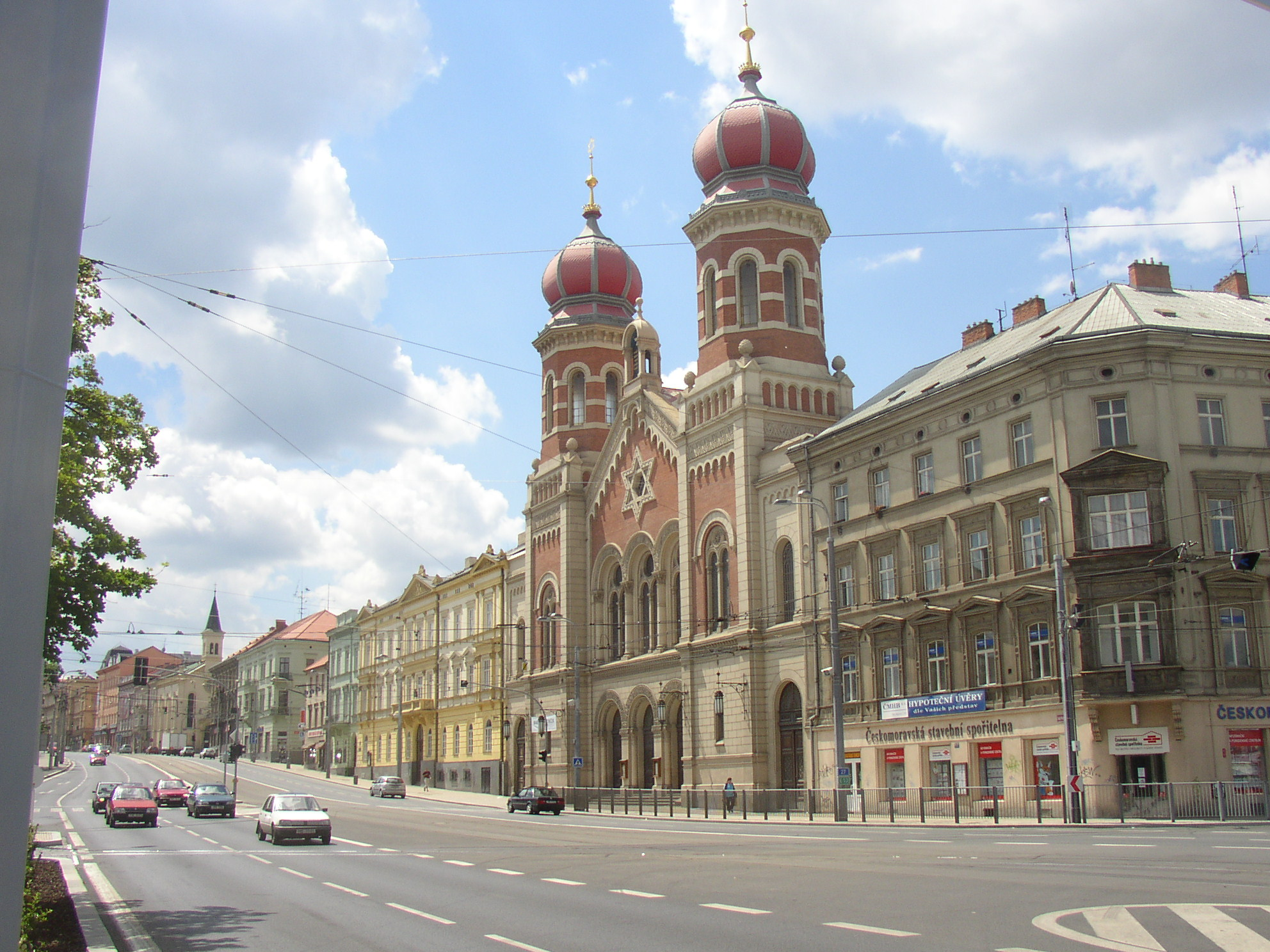
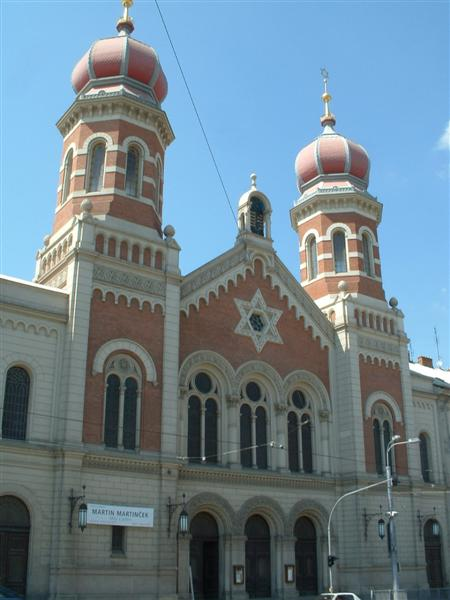
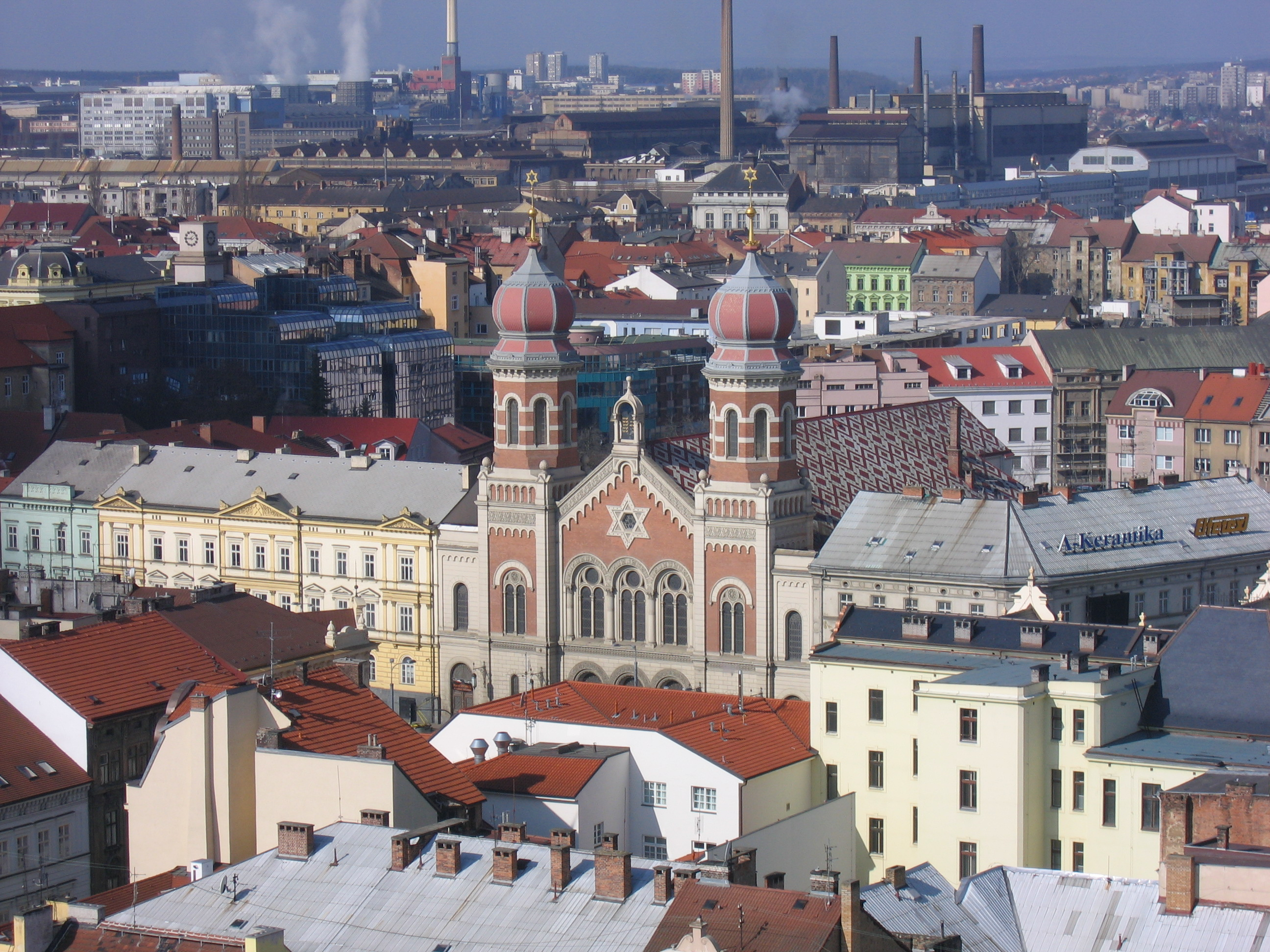
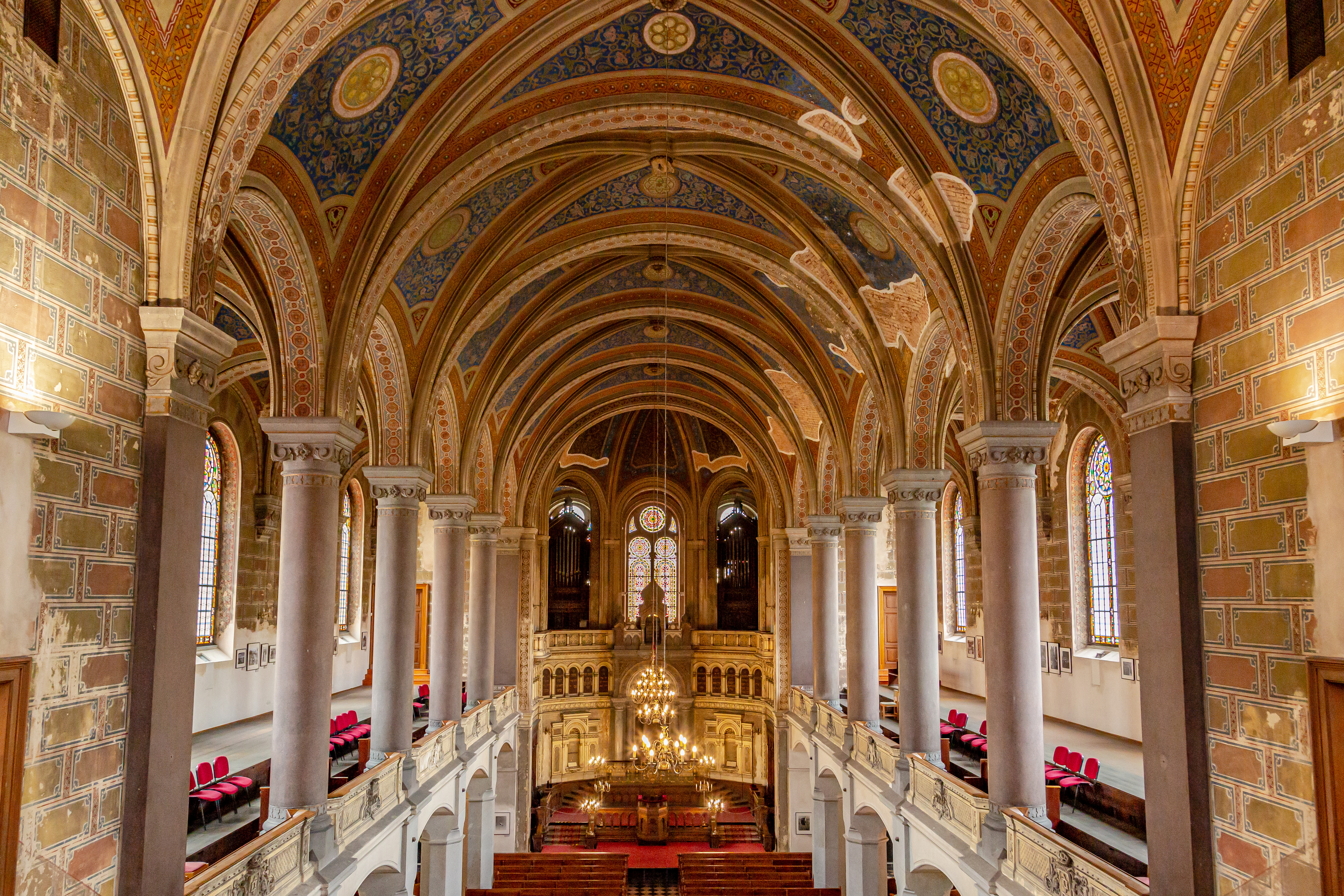

## Fordítás
- Ez a szócikk részben vagy egészben  a   Great Synagogue (Plzeň) című angol Wikipédia-szócikk ezen változatának fordításán alapul.  Az eredeti cikk szerkesztőit annak laptörténete sorolja fel. Ez a jelzés csupán a megfogalmazás eredetét és a szerzői jogokat jelzi, nem szolgál a cikkben szereplő információk forrásmegjelöléseként.